# Marcellus (évêque d'Uzès)
Pour les articles homonymes, voir Marcellus.
Marcellus, ou Marcel, est un évêque d’Uzès du VIe siècle.

## Biographie
Marcellus est le fils d'un certain Felix, sénateur de Marseille, il est peut-être le descendant de Magnus Felix, consul en 511.

## Chronologie
| 581. | Dynamius oppose à Jovinus le diacre Marcellus, fils du sénateur Félix. — Marcel est sacré évêque d'Uzès dans une assemblée de prélats de la métropole d'Arles. — Jovinus veut prendre possession de l'évêché à main armée ; il assiège Uzès où Marcellus se défend. Ce dernier, se sentant faible, achète les droits de Jovinus et reste maître de l'évêché. |

Un évêque d'Uzès, du nom de Firmin, qui aurait siégé en l'an 600, est cité, dit-on, dans le martyrologe romain ; c'est un fait qui n'a pu être vérifié. Le siège d'Uzès a cependant dû être occupé entre Marcellus et Aurélien.